# ロージー・レデット
ロージー・レデット (Rosie Ledet,  1971年10月25日 - )は、米国ルイジアナ州チャーチポイント出身のクレオール系ザディコ・アコーディオン奏者、歌手。出生時の名前は、メアリー・ロスゼラ・ベラール。
ルイジアナの田舎町で幼少期を過ごしたロージーは、当時は主にロックを聴いており、ザディコの聴ける環境にいたにもかかわらず、興味を示すことはなかったという。しかし16歳のとき、ルイジアナ州ローテルの有名なザディコ・クラブ、リシャーズで開催されたザディコ・ダンス・パーティーでブーズー・チェイヴィスのライヴをみて、ザディコに興味を持つようになった。また、彼女はこのとき将来の夫となるモリス・レデットとも出会っている。
ロージーは、夫のモリスのプレイを見ながらアコーディオンを練習した。彼女のプレイを聴いたモリスは、バンドの主役を彼女に譲り、ベースに転向して彼女のサポート役にまわった。ロージーは、1994年からルイジアナ州とテキサス州で演奏活動を始め、同年メゾン・ド・ソウル・レーベルからアルバムSweet Brown Sugarでデビューを果たした。
男性が圧倒的に多いザディコ界の中で、若手女性のロージーは官能的な歌を押し出し、一躍有名になった。現在も、彼女は自身のバンド、ザディコ・プレイボーイズとツアー、レコーディングを続けている。

## ディスコグラフィー
- 1994年 Sweet Brown Sugar (Maison de Soul)
- 1995年 Zesty Zydeco (Maison de Soul)
- 1997年 Zydeco Sensation (Maison de Soul)
- 1999年 I'm a Woman (Maison de Soul)
- 2000年 It's a Groove Thing! (Maison de Soul)
- 2001年 Show Me Something (Maison de Soul)
- 2003年 Now's the Time (Maison de Soul)
- 2005年 Pick It Up (Maison de Soul)
- 2011年 Come Get Some (JSP)